# Maledom

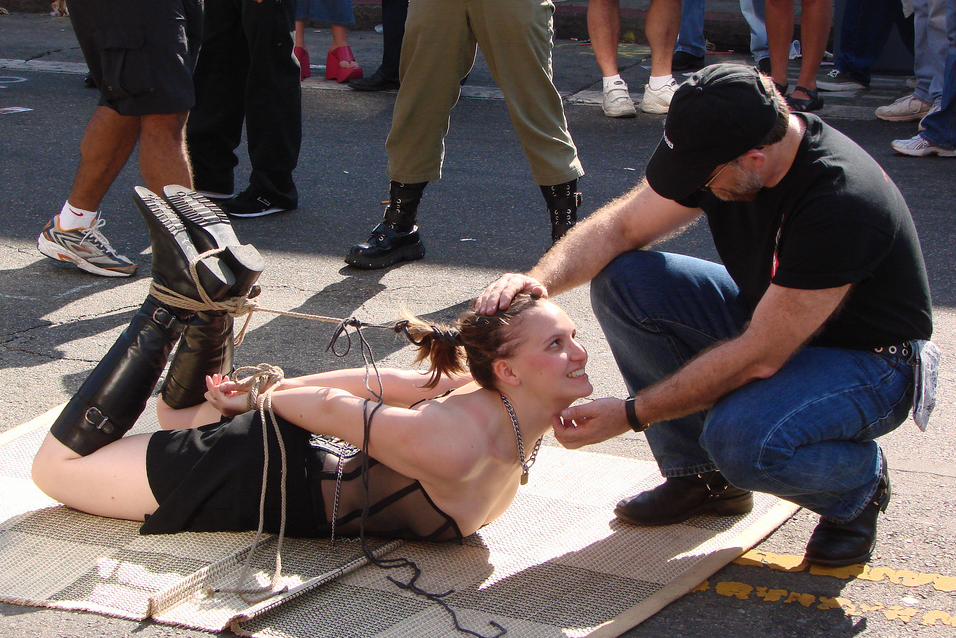
Folsom Street Fair: Maledom

Maledom ist die Abkürzung für englisch male domination („männliche Dominanz“) und bezeichnet die heterosexuelle Variante im BDSM, in welcher der Mann die dominante Rolle einnimmt. Das Gegenstück zu Maledom ist Femdom.
In der BDSM-Szene sind Maledom-Rollenspiele weit verbreitet und können hauptsächlich dem Bereich des DS (Dominance and Submission), aber auch dem „klassischen“ SM (Sadomasochismus) oder BD (Bondage and Discipline) zugeordnet werden. Die submissive Sklavin oder Dienerin verehrt den Herrn oder Dom (von lat. dominus Herr, Hausherr); direkte sexuelle Handlungen können, müssen aber nicht im Mittelpunkt des Verhältnisses stehen. In der Regel geht Maledom mit „safe, sane and consensual“ einher.

## Kritik
Maledom-Korrelationen werden häufig von Feministinnen kritisiert, da dieses Rollenmodell aus ihrer Sicht die Minderwertigkeit der Frau oder Gewalttätigkeiten gegen Frauen implizieren soll. Ein Beispiel dafür ist die PorNO-Kampagne von Alice Schwarzer, die weiblichen Masochismus als „Kollaboration mit dem Feind“ bezeichnete.
Hingegen bestehen sexpositive Feministinnen darauf, ihre Sexualität frei und selbstbestimmt auszuleben, auch wenn sie Unterwerfung und Masochismus beinhaltet.

## Maledom in Buch und Film
Maledom-Szenarios sind in der sadomasochistischen Literatur weit verbreitet, bekannte Beispiele sind die Geschichte der O und die Werke von John Norman, Cosette und Sira Rabe. Anne Rice verarbeitet sowohl Maledom als auch Femdom in hetero- und bisexueller Ausrichtung unter ihren Pseudonymen Anne Rampling mit Exit to Eden und A. N. Roquelaure mit der Dornröschen-Trilogie.
Beispiele für die Verwendung von Maledom-Motiven im Film sind 9½ Wochen mit Kim Basinger und Mickey Rourke oder Secretary mit Maggie Gyllenhaal und James Spader.